# 私立トアール学園2年☆組物語
『私立トアール学園2年☆組物語』は、石川マサキの漫画作品。「月刊コミックアライブ」（メディアファクトリー）にて連載されていた。個性的な生徒だらけのクラスを舞台にした学園コメディ。

## 概要
新任の徳田先生が担任を割り当てられた2年☆（ほし）組、そこは試作ロボットから闇の世界のお嬢様まで規格外の生徒ばかりが集まるクラスだった。
月刊コミックアライブ2006年10月号（創刊3号）から連載開始。主に12～16ページ程度の連載だが休載が多い。
作者のウェブサイトでは2☆との略称で呼ばれている。読み方は不明。
ギャグの元ネタにはネット関係、とくにふたば☆ちゃんねるや2ちゃんねるに由来するものが多い。

## 登場人物
徳田慎之介（とくだ しんのすけ）
自分の体が吹き飛んでも気にしない大らかさで2年☆組を担任する。担当は英語。
HWM-X04（通称ペケヨン、ペケ子）
（株）東洋重科学工業製介護支援ロボの試作品。99.99kgの体に強力なビーム兵器を内蔵する。徳田先生に想いをキュンキュン寄せる。
澤井一歩（さわい かずほ）
角眼鏡をかけた副委員長。お堅いキャラクターを周囲に期待されているため、カジュアルな部分を表に出せずにいる。委員長に対してツンデレ。
円谷珠美（つぶらや たまみ）
小ぶりのツインテールに丸い鼻眼鏡。説明癖のある博識キャラ。トラブルを起こす側。
ナンシー・ボネット
金髪碧眼の留学生。カリフォルニア出身。オタク文化に造詣が深いコスプレイヤー。語尾に「ナリ」を付ける。
涅黒彌子（ねくろ みこ）
長黒髪のお嬢様。様々な異界の怪物を従える。
星ノ宮キララ（ほしのみや キララ）
リボンとアホ毛の暗黒ヒロイン。毒舌を吐くたびキローンの効果音とともに魅力パラミタが上昇する。
東のぞみ（あずま のぞみ）
普通の生徒。個性の強い他の生徒のせいで目立たず、背景に近い存在。
甲斐清辰（かい きよたつ）
委員長。
豪天寺播（ごうてんじ ばん）
見かけは番長。
駒田ヨシ夫（こまだ よしお）
元気の良いバカなチビ。
松戸博士（まつど ひろし）
見た目は老人、実は学生。人体改造などの外道な科学に秀でる。
桜小路姫代（さくらこうじ ひめよ）
♥（ラブ）組の生徒。桜小路財閥のご令嬢。日向幸へ並々ならぬ愛情を寄せる。
日向幸（ひゅうが さち）
♥組の生徒。両親を亡くし、弟と妹の3人家族。新聞奨学生。
天草鈴（あまくさ リン）
(ﾟДﾟ)組の生徒。引っ込み思案な猫耳少女で多くの生徒から可愛がられる。
橘麗華（たちばな れいか）
美人の学園長。ノリが良く面白さ優先。
伊達臣人（だて おみと）
花丸組担当。（花丸は本来は記号表示）担当は数学。サングラスをかけている。左目の上に傷がある。
一本木ちはる（いっぽんぎ ちはる）
♥組の担任。担当は現代国語。
山崎（仮名）（やまざき かめい）
(ﾟДﾟ)組の担任。担当は美術。ルチャドール風のマスクマンで、額に言葉が出る。

## 単行本
- 1巻 2007年8月31日発行（8月23日発売） ISBN 978-4-8401-1943-6
  - 帯にokamaの推薦文
  - ゲストにokama、三輪士郎、いづなよしつね、撫荒武吉、ありがひとし、中島ちずな（各1ページ）